# 奥田域太
奥田 域太（おくだ かなた、2001年4月26日 - ）は、三重県四日市市出身のプロ野球選手（投手）。左投左打。くふうハヤテベンチャーズ静岡所属。

## 経歴
三重県立西笹川中学校で野球部に所属。卒業後は三重県立菰野高等学校に進学し、岡林勇希と共に左右のダブルエースを構築する。県の秋季大会優勝を飾ったこともあったが、最終年度の夏はベスト4で敗れ甲子園出場はならなかった。プロ志望届を岡林と共に提出するが、岡林が中日ドラゴンズよりドラフト5位指名をされる中、奥田は指名されなかった。高校で野球をやめることも考えたが、指名漏れの悔しさから大学でも野球を続けることを決意した。1学年上には田中法彦がいた。
大学は星城大学経営学部に進学し、愛知大学野球連盟の2部Aリーグに所属する硬式野球部でプレー。1年春から左のエースとして登板し、3年春のリーグ戦では故障による離脱を経験するも、通算26勝を記録。特に4年秋のリーグ戦では4勝0敗防御率0.79という圧巻の成績を残した。
複数の軟式野球部から勧誘されるが硬式野球継続を希望。2024年よりウエスタン・リーグに参戦するくふうハヤテベンチャーズ静岡（当時球団名未決定）のトライアウトを受験し、打者4人に対して三振を3つ奪う好投を見せ、2023年12月7日に入団が発表された。
2024年は開幕より先発ローテーション投手として登板を重ねる。3月24日の対阪神タイガース戦（阪神鳴尾浜球場）では5回途中15失点の大炎上で初めて敗戦投手となった。4月12日の対広島東洋カープ戦（ちゅ〜るスタジアム清水）では8回92球を投げ、被安打2、与四球0、無失点の快投を見せて初めて勝利投手となり、チームにとっての初めての連勝ならびに本拠地球場での初勝利に貢献した。最終的に二宮衣沙貴と並んでチームトップの5勝を挙げてシーズンを終えた。

## 選手としての特徴
高いリリースポイントから角度のある球を投げる。くふうハヤテ入団時のストレートの最速は139k/mと早くはないが抜群の制球力と縦のスライダー、カーブ、ツーシームを中心に5種類の変化球を操り勝負する軟投派。星城大学監督の政山恵輔は、フィールディングや牽制などの能力にも秀でていると評価する。
高校時代は打撃もミートがうまく、一塁手として出場することもあった。

## 人物
高校時代の同級生である岡林勇希とは2024年現在も親交が続いている。くふうハヤテ入りが決まった2023年12月に、冗談交じりに岡林にグラブをねだると、翌年2月に奥田の名前の刺繡入りのグラブが岡林から届いた。

## 詳細情報

### 背番号
- 16（2024年 - ）